# 凌霄 (1905年)
凌霄（1905年10月16日—1935年1月16日），字子昂，中国共产党地下工作者和党员，在第一次国共内战期间被铡刀铡死，是中共贵池县委的创立者暨池州第一个中共党员。其死后，中共中央追认其为烈士。

## 生平
凌霄是安徽省贵池县里山乡凌村（今池州市贵池区里山街道晓岭村凌村组）人。中农家庭出身。他天资聪颖，8岁入私塾读书，13岁考入安徽省立第七师范附小（今池州市贵池区城关小学校址），民国九年（1920年）毕业，以半工半读考入芜湖私立职业学校。
20世纪20年代初，凌子昂参加了当时在芜湖兴起的学生运动，确立了共产主义信仰。民国十四年（1925年），凌霄加入中国共产党，并去广州入黄埔军校第四期步科学习。1926年毕业后，初任广州工商缉私队队长，继在广州海员工会从事工人运动。1927年参加北伐，屡建战功。蒋介石叛变革命后，凌霄回到广州，后因身份暴露，1928年2月，回到故乡贵池。
凌霄回贵池后，因中共的革命运动遭到贵池国民党右派的镇压，制造白色恐怖，面对时局，最后选定具有革命传统的贵池县立中学作为活动基地，准备建立中共组织。当年冬天，经怀宁中心县委批准，中共贵池特支在流坡村（今池州市贵池区江口街道流坡居委会）秘密成立，凌霄当选为特支书记兼组织委员。
1929年春，贵池县立中学进步师生的活动，使中华民国贵池县当局深感不安。凌霄抓住这一有利时机，为贵池学生运动学运创造了较为有利的条件。为了发动工人运动，凌霄亲临贵池县城东北的馒头山煤矿，并选派地下党员洪久儒到矿山，以职工小学教师的公开身份在工人中进行工作。凌霄在会见工人代表时说。：
|  | 要增加工资，改善劳动条件，光口头上讲不行，要大家团结起来共同斗争，如不能达到要求就举行罢工。 |

1930年，凌霄决定再深入池州镇策动兵变，但兵变未果。
自1929年冬季起，中国国民党贵池清党委员会正式通缉凌霄。。1931年冬，某日夜，凌霄执行工作任务路过马衙桥，被当地持枪的商团冬防队纠缠，商团中有人认出他是凌子昂，将其关押在天主堂内，围观的群众越来越多。此时，走来一位与凌霄相识的开明绅士说：
|  | 凌子昂我认识，但此人不是凌子昂，你们放了他吧。 |

后经周旋，凌霄才得以脱险。
1931年初，当时潜、岳方面的党组织十分需要军事干部。凌霄受安庆中心县委派遣，化名严宽，前往潜山参加请水寨起义。起义后，建立中国工农红军独立师，王效亭任师长，凌霄任副师长兼参谋长。3月，独立师改编为中国工农红军第一军三十四师。7月，红三十四师突破敌人重围。
民国20年（1931年）春，在铜陵某处（今大通镇）成立铜陵中共组织并任组长，同年11月间，中共徽州工委成立，下辖11个县，凌霄分管军事。当时，共产党员吴介堂从岳西来到贵池，凌霄立即会见了吴介堂，并派他到贵池南部山区。

## 死亡
民国23年（1934年）秋，由于遭人举报，凌霄在泾县不幸被捕，并被解送贵池县，家人买通狱警，前往狱中探望亲人，凌霄深情对前来探监的妻子说：
|  | 革命一定要成功，但我在贵池的仇人甚多。因此，我已作了死的准备，望你在我死后，孝敬母亲，带好儿女，我则死而无憾。 |

凌霄在中华民国安徽省第八区行政督察专员向乃祺的劝降和酷刑之下，于1935年1月16日凌晨被处决。

## 身后
1949年8月，中国人民解放军占领贵池县后，在县城东大操场树立纪念碑。纪念碑碑文为：
   凌霄同志，你生为人民而生，死为人民而死。在你用鲜血灌溉的土地上，已生起了独立民主的鲜花。你所辛勤从事的人民民主解放事业，已经光辉胜利了。你所痛恨的反动派已经倒下去了。
中共贵池县委
贵池县人民政府
一九四九年八月

1990年，该碑在城西烈士陵园重建。碑文如下：
   凌霄，字子昂，贵池里山乡人，1905年9月生。1925年秋考入黃埔軍校第四期步科，并于同年加入中国共产党，结业后参加北伐。作战勇敢，屡建战功，历任北伐军连长、营长、团副等职。1928年春根据党的指示回乡建党，创建了贵池县第一个党组织——中共贵池特支，担任书记，组织了声势浩大的工人、农民、学生运动。1930年1月，奉调参加潜山“请水寨暴动”。任中国工农红军潜山独立师参谋长、潜山工农革命军(后改为中国工农红军第三十四师)副师长兼参谋长和第一团团长，在大别山区迭摧强敌，连战皆捷。1930年受党派遣回到皖南，在铜陵、宣城、祁门、泾县等地继续从事革命活动，参与组建了中共徽州工委、祁门县委等党组织。1934年9月不幸被捕，次年1月壮烈牺牲，时年29岁。经中央批准，追认凌霄同志为革命烈士。1949年8月，由中共池州地委主持，在贵池城东门体育场右侧，修建了凌霄烈士墓。1966年1月，烈士墓移至齐山，由中共池州地委、池州专员公署和池州军分区署名立碑。
1990年，中共贵池市委、贵池市人民政府决定在城西杏花村名胜处兴建烈士陵园，将凌霄烈士墓由齐山迁至陵园内，以供人民群众参谒凭吊。
1992年清明节，烈士墓迁建竣工。特刻此文以誌之。

中共贵池市委
贵池市人民政府
一九九二年四月立

## 轶事

### “飞墙走壁”
凌霄能文尚武，少年时代曾习武术，加之黄埔军校深造，所以贵池人称他有飞墙走壁之功。在白区工作，遇上紧急情况，他常能化险为夷。

凌霄在马衙工作时，一天，他在童铺村一王姓家中开会，马衙乡乡长徐英杰得知，即带领乡丁将王家团团围住，凌霄沉着上楼，敲掉几根屋椽，上了屋顶，敌人朝屋顶开枪。凌霄断然从屋顶跳下，在群敌之中夺路而去。又有一日黄昏时分，凌霄从城内返回里山凌村自己家中，由于乡丁告密，深夜遭到保安队的围捕。他趁村犬狂吠，敌兵嚎叫之机，拿出早已准备好的竹篙，从天井缘篙上屋，离了村庄。

## 文学作品
黄梅戏《凌霄花开》
池州市贵池区黄梅戏剧团有限公司编排的大型原创现代黄梅戏，于2020年7月1日在秋浦影剧院成功首演。